# Stevie Ray Vaughan
Stephen Ray Vaughan (n. 3 octombrie 1954, Dallas, Texas, SUA – d. 27 august 1990, East Troy⁠(d), Wisconsin, SUA) a fost un muzician, cântăreț, compozitor și producător muzical cunoscut în calitate de chitarist și lider al formației de blues rock Double Trouble⁠(d). Acesta a fost implicat și în proiectele cântărețului David Bowie și multi-instrumentalistului Chente Vasquez (Chente Vasquez Experience). Deși cariera sa comercială a durat doar șapte ani, acesta este considerat un simbol al genului blues, unul dintre cei mai influenți muzicieni din istoria genului și unul dintre cei mai mari chitariști din toate timpurile.
Născut și crescut în Dallas, Texas, Vaughan a început să cânte la chitară la vârsta de șapte ani, influențat la început de fratele său mai mare, Jimmie Vaughan⁠(d). În 1972, a renunțat la cursurile liceale și s-a mutat în Austin unde a început să câștige fani datorită concertelor organizate în cluburile locale. Vaughan a înființat formația Double Trouble în 1978, fiind una dintre proiectele comunității muzicale din Austin⁠(d). La scurtă vreme, formația a devenit una dintre cele mai populare din Texas. Aceștia au interpretat în cadrul Festivalului de Jazz din Montreux⁠(d) în 1982 unde David Bowie, prezent la concert, a deci să-i contacteze pentru o colaborare. Formația a interpretat alături de Bowie pe albumul său Let's Dance⁠(d) din 1983 înainte să fie descoperiți de John Hammond⁠(d) care a convins casa de discuri Epic Records să încheie un contract cu Vaughan și formația sa. Câteva luni mai târziu, obțin un succes major odată cu lansarea albumul de debut Texas Flood⁠(d). Prin intermediul unor apariții în emisiuni de televiziune și numeroase concerte, Vaughan devine un simbol al renașterii genului blues din anii 1980. Interpretând cu chitara la spate sau cu dinții în stilul lui Jimi Hendrix, a devenit superstar⁠(d) în Europa și a deschis calea altor artiști precum Robert Cray⁠(d), Jeff Healey⁠(d), Robben Ford⁠(d) și Walter Trout⁠(d).
Vaughan s-a luptat cu dependența de droguri și alcool aproape întreaga viață, iar mai târziu s-a confruntat cu presiunea celebrității și problemele din căsătoria cu Lenora „Lenny” Bailey. După reabilitare, a început să participe din nou la turnee alături de Double Trouble în noiembrie 1986. Al patrulea și ultimul său album de studio In Step⁠(d) a ajuns pe locul 33 în Statele Unite în 1989, fiind unul dintre cele mai celebrate și reușite albume. Acesta conținea singurul său hit care a ajuns pe locul I, „Crossfire”. A devenit unul dintre cei mai solicitați interpreți de blues și a susținut concerte pe Madison Square Garden (1989) și în cadrul Beale Street Music Festival⁠(d) (1990).
Pe 27 august 1990, Vaughan și alte patru persoane și-au pierdut viața după ce elicopterul în care se aflau s-a prăbușit⁠(d) în East Troy⁠(d), Wisconsin la scurtă vreme după un concert alături de Double Trouble în cadrul Alpine Valley Music Theatre⁠(d). O anchetă a stabilit că accidentul a avut loc din cauza unei erori de pilotaj, iar familia lui Vaughan a intentat un proces pentru moarte prin neglijență⁠(d) companiei Omniflight Helicopters. Discografia de succes a lui Vaughan a fost relansată după moartea sa și peste 15 milioane de albume au fost vândute doar în Statele Unite. În 2003, David Fricke⁠(d) de la revista Rolling Stone l-a clasat pe locul al 7-lea în topul celor mai mari chitariști ai tuturor timpurilor. Vaughan a fost introdus postum în Rock and Roll Hall of Fame în 2015 alături de colegii din formația Double Trouble: Chris Layton⁠(d), Tommy Shannon⁠(d) și Reese Wynans⁠(d).